# Новопетрівське (Миколаївський район)
Новопетрі́вське — село в Україні, у Костянтинівській сільській громаді Миколаївського району Миколаївської області. Населення становить 2369 осіб.

## Постаті
- Котєшевський Дмитро Іванович (1977-2014) — солдат Збройних сил України, учасник російсько-української війни.
- Масний Сергій Анатолійович (1992—2015) — молодший сержант Збройних сил України, учасник російсько-української війни[2]
- Решетняк Василь Васильович (1967-2014) — солдат Збройних сил України, учасник російсько-української війни.
- Попов Петро Олександрович (1984—2016) — молодший сержант Збройних сил України, учасник російсько-української війни.

## Історія

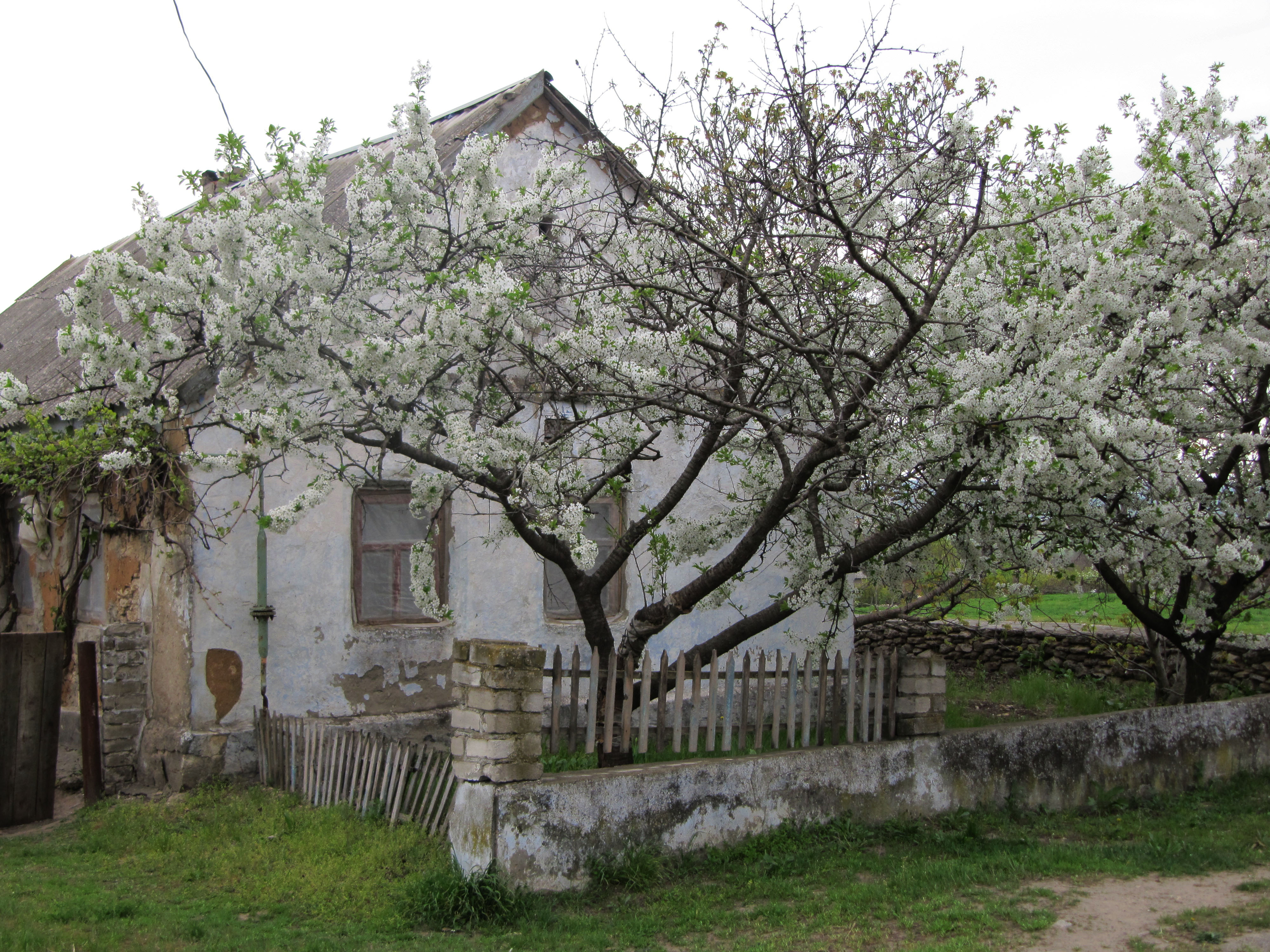
Хата в Новопетрівському

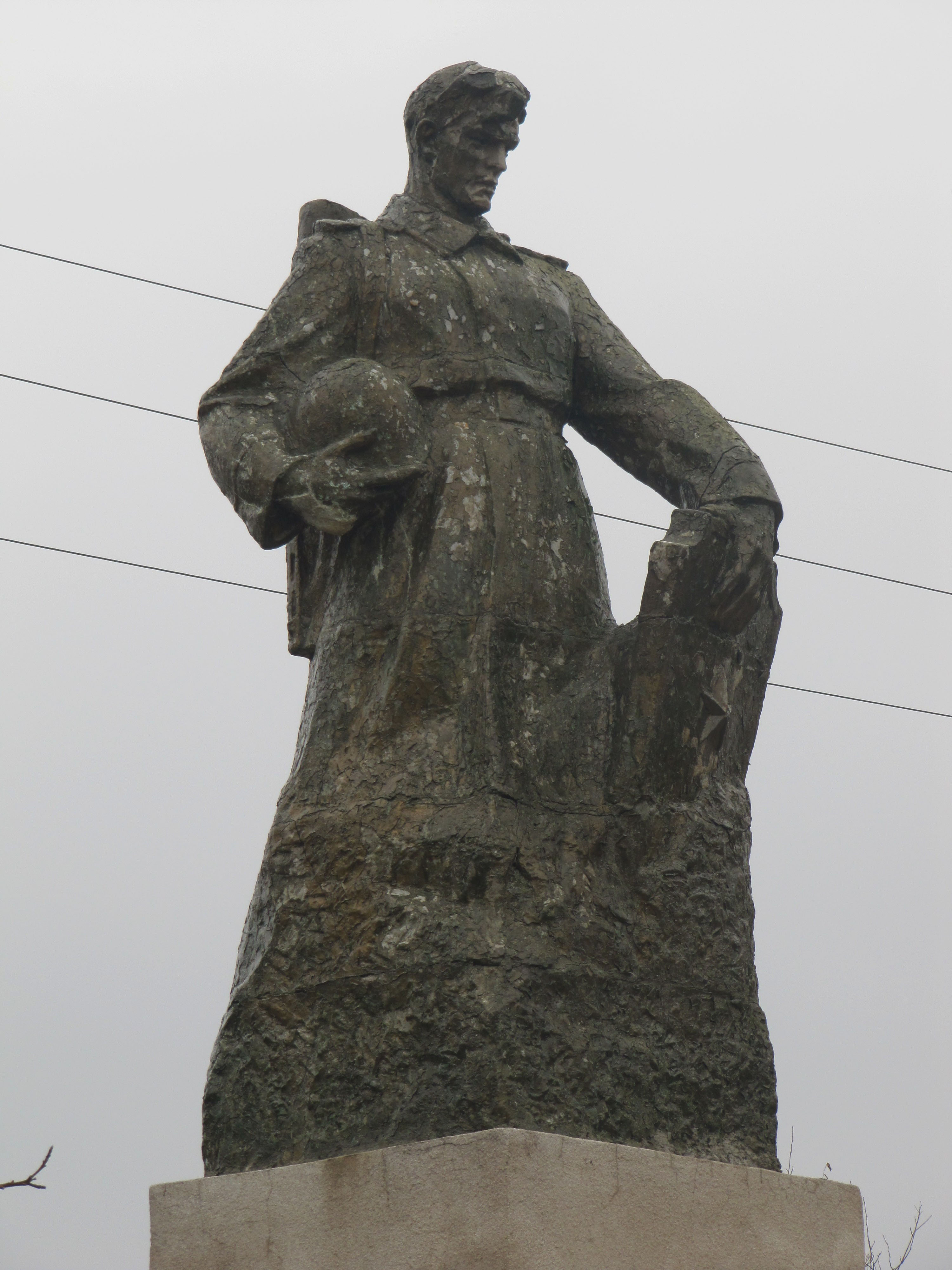
Воїн на сторожі пам'яті в Новопетрівському

Станом на 1886 рік у селі Гур'ївської волості мешкало 2495 осіб, налічувалось 423 двори, існувала православна церква, працювало 5 лавок Передісторія
Свій літопис Новопетрівське розпочинає писати на рубежі XVI-XVII століть, як козацький зимівник. Новим витком в історії поселень Побужжя стало втілення в життя амбітних планів Російської імперії, щодо виходу до Чорного моря, та посилення впливу на Балкани. Прагнучи заселити і укріпити звільнений район, уряд в 1775 році поселив козаків Нововербованого полку й арнаутів у Херсонській (Миколаївській) губернії в межиріччі Інгулу, Єланця і Мертвоводу. Поселенцям було виділено 109.407 дес. землі для зайняття хліборобством, виноградарством, садівництвом та скотарством. В цьому ж році козаки і арнаути заселили населенні пункти на території теперішніх Вознесенського та Новоодеського районів. Першими поселенцями були родини Новаків, Барданів, Занохів, Ковалів, згодом Щербинів, Грозів та інші.
12 лютого 1785 року через загострення російсько-турецьких відносин за наказом Катерини II з колишніх козаків Нововербованого полку й арнаутів було сформовано Бузький козацький полк до якого увійшло 1500 козаків і поселенців. Дещо пізніше, 6 червня 1786 року, він був поділений на 1- та 2-й Бузькі козацькі полки, які очолили підполковника І. Касперов та майор П.Скаржинський. Ці полки увійшли до складу Бузького єгерсько корпусу, яким командував генерал-майор М. І. Кутузов. Він зайняв позиції на південь від села Троїцьке — до села Баловне. Штаб квартирою обрав Новопетрівське. Тут він проводив навчання військ з штурму укріплених фортифікацій.
В складі Бузького козацького полку мешканці села брали участь у військовій кампанії 1812 року. Наказом від 8 жовтня 1817 року Бузьке козацьке військо було ліквідоване, а козаки перетворені на військових поселенців. Побузькі станиці увійшли до складу 1-го і 2-го полків Бузької уланської дивізії.

### Соціально-економічне становище села в XIX столітті
Економічний розвиток села відбувався на феодально-кріпосницькій основі. Земля, що прилягала до села належала поміщику Стаднику. На душу селян припадало приблизно по 3 десятини землі. Погіршилося становище селян після ліквідації Бузького козацького війська та переведення їх у стан військових поселенців. Кожен господар повинен був прийняти до себе в будинок двох солдат. За це він звільнявся від інших повинностей. Постояльці зобов’язувалися допомагати по господарстві. Тяжке становище ускладнювалося стихійними лихами з 1799 по 1856 рр. неврожаї повторювалися 21 раз.
Станом на 1886 рік в селі проживало 2495 осіб було 423 двори, церква православна однопристольна св. Миколая, 5 лавок, невелика полотняна кустарна фабрика, цегляний завод, шорня, у яких працювали селяни, що розорилися. При в’їзді в село було збудовано вітряк. В 1863 році в селі відкрито першу земську школу.

### Початок XX століття— нові зміни в житті селян
У січні 1918 року розпочалась перша більшовицька окупація, проте в березні 1918 року село було звільнене німецькими військами. Друга радянська окупація розпочалася у 1920 році. У 1921 році більшовики відібрали земля у заможних селян. Створена артіль «Відродження», яка об'єднала 17 господарств.
1922 рік – створюється товариство спільного обробку землі (ТСОЗ) організаторами і керівниками стають Блакитний Никон Макарович та Сілін Микола Адамович. 1924 – створені колгоспи «Зелений Яр» (11 господарств), «Червоний хлібороб» (5 господарств), «Новий ленінець» (17 господарств). 1926 – створено садово-виноградне товариство «Зелений гай». 1927 – відкрито школу робітничо – селянської молоді Першим виробничим вожатим був Балануца Ф.І. 1930 – в Новоодеському районі розпочато «ударну роботу» з розкуркулення та залучення селян до колгоспів. В Новопетрівському були розкуркулені 16 господарств.
18 січня в село приїжджає уповноважений райвиконкому по проведенню колективізації Бєляєв. Під його керівництвом активісти-комсомольці захоплюють церкву, знищують іконостас, спалюють, ікони, розбивають вікна. Ніхто не хотів скидати хреста, тоді активісти поставили ультиматум Зимову Андрію — або зняти хрест, або 10 років ув'язнення. Під тиском чоловік погоджується.
1931 – засновано колгосп «Комітерн» (голова Темченко Іван Васильович). 1935 — колгосп «Комітерн» розділяють на 4 колгоспи: ім. Чапаєва (голова Єрмолов Д.М.), ім. Тельмана (голова Ніцак І.В.), Комітерн (голова ТемченкоІ.В.)  ім. Кагановича (голова Касінський І.І).
830 чоловік було призвано до лав Червоної армії. 238 - не повернулося з війни. 25 воїнів - новопетрівчан побували у німецькому полоні.
Село було окуповане від 15 серпня 1941 року до 28 березня 1944 року. З даних по сільській раді було вбито 5 чоловіків і 3 жінок; 89 юнаків і 24 дівчини вивезено на каторжні роботи до Німеччини. Люди, що залишились в окупації примусово працювали на різних роботах. 830 чоловік було призвано до лав Червоної армії. Серед них: Бабалич А.Л., Бойко В.С., Гавриш С.Г., Дзюба В.Я., Заноха Ф.Ю.,Ісков Я. М., Іванов М. І., Іпатенко О. Г., Корабльов В. М., Логвінов П. П., Лисенко Л. І., Малик І. Т., Мустяца Ф. І., Новак С. Ю., Псаревський П. К., Семиліт С. М., Церуш О. К. 238 солдатів не повернулося з війни. 25 воїнів-новопетрівчан побували у німецькому полоні.
22 березня 1944 Новопетрівське  було звільнено  частинами 152-ї  Дніпропетровської  стрілецької дивізії у складі 544, 480, 646 стрілецьких полків III Українського фронту. Командував дивізією полковник Кузін Андріян Тимофійович, командир 480 стрілецького полку  був майор Кривобок Кирило Тихонович, 544 стрілецького полку — полковник Свинтицький Микола Ілліч, 646 стрілецького полку гвардії – полковник Лебедєв Костянтин Костянтинович.
На підступах до села біля хутора Зайвий загинув льотчик 627 штурмового авіаполку Олександр Амосов. Указом Президії Верховної Ради СРСР за героїзм і доблесть льотчику Амосову О.І. присвоєно звання Героя Радянського Союзу (посмертно).

### Розквіт села 60— 80- ті роки
На звільненій території люди почали ліквідовувати наслідки «господарювання» німецько-румунських окупантів. Важливим фактором успішності праці селянина — погодні умови. Малосніжна зима 45-го, посушливе літо не дали справдитись надіям хліборобів на гарний врожай. Виконавши першу заповідь колгоспника — віддати по плану зерно державі, селяни залишились майже без збіжжя. Зима 1946—1947 була голодною, але це вже був не 33–й, всі пережили. Урожай 47-го був хорошим. Це була остання страшна сторінка в історії села XX століття.
В 1952 році розрізнені колективні господарства об’єдналися в один — ім. Чапаєва. Головою обрано Непом’ящего Василя Федоровича.
В 1963 році колгоспники досягли таких результатів:
- зібрано: зернових – 31900ц.,городніх культур – 2160 ц.,продукції садівництва – 680ц., винограду – 1240 ц.
- вирощено: корів – 786, овець – 8890, свиней – 2200, курей – 660

Першими героями соц. праці стали:
- тракторист Лисенко Г.Н. та його помічник Балануца І.К.
- ланкові-бавовнярі – Лисенко Наталя,Понурко Меланія, Вербецька
- Олександра, Качан Тетяна, Балакан Тетяна.

Їх неодноразово посилали на зліт колгоспників.
З кожним роком прокрашувався рівень життя селян
- 1950 рік — відкрито перший дитячий садок.
- 1960рік — село електрифіковано,
- збудовано лікарню на 25 ліжок.
- 1961 рік – в село проведено радіозв’язок.
- 1962 рік – збудовано 330 нових будинків,
- завершено будівництво нової сільської ради.
- 1970 рік – збудовано нову школу на 400 учнів.

У 1971 році головою колгоспу було призначено Кравченка Євгенія Кононовича. За період його правління (1971—1996 рр) село докорінно змінилося. Новопетрівське, стало справжньою перлиною Побужжя, як його називав Кравченко Є. К. Головне досягненням господарства — потужний агропромисловий садівничий комплекс. Колгосп мав 1000га зрошувальних садів, 4736 га ріллі, 1800 голів великої рогатої худоби, 8000 овець, дві птахоферми, свиноферму. Зрощування забезпечувало 7 насосних станцій. Працювало 2 кормоцехи, було збудовано великий механізований тік, плодосховище, авторемонтний комплекс для зберігання та ремонту сільськогосподарської техніки. Велике господарство потребувало багато робочих рук. Село біля траси державного значення, близько до районного та обласного центру, багатий колгосп, мальовнича природа все це приваблювало людей і в Новопетрівське з’їжджалися з усієї країни.
Для нових поселенців було збудовано: житловий комплекс (18 двох поверхових будинків, два гуртожитки, 44-х квартирний будинок).
Приділялась велика увага і будівництву закладів  соціально-культурної сфери. Майже кожен рік здаються в експлуатацію новобудови.
- 1982 рік – торговий центр.
- 1983 рік – оздоровчий табір «Прибужанка» з житловим масивом, міжшкільний навчально – виробничий комбінат.
- 1984 рік – дитячий садок на 160 місць.
- 1985 рік — село газифіковано.
- 1986 рік – Будинок культури на 500 місць.
- 1989 рік – адміністративний будинок.

### 90- ті XX століття— 2012 рік XXI століття
У грудні 1991 року новопетрівчани підтримали Акт незалежності України. Перші кроки в нове життя далися нелегко, було зроблено багато помилок, прорахунків, що призвели до занепаду господарства. У 1996 році на колгоспних зборах було знято Кравченка Є.К. з посади голови колгоспу і призначено Шевченка В.О. У 1997 році колгосп ім. Чапаєва було реорганізовано в КСП, в 2000 – в СЗАТ «Новопетрівське», а в 2003 – господарство припинило існувати.
Протягом 1993-1994 рр. було створено 24 фермерських господарств, 230 селян виявили бажання працювати на землі самостійно.
- 2010 рік, вересень — в Новопетрівській бібліотеці-філії Новоодеської централізованої бібліотечної системи відкрито центр «Вільний доступ до Інтернет»;
- жовтень — відкрито ринкову площу.
- 2011 рік, 27 грудня — відкрито реконструйований дитячий садок.

## Населення
Згідно з переписом УРСР 1989 року чисельність наявного населення села становила 2475 осіб, з яких 1136 чоловіків та 1339 жінок.
За переписом населення України 2001 року в селі мешкало 2358 осіб.

### Мова
Розподіл населення за рідною мовою за даними перепису 2001 року:
| Мова       | Відсоток |
| ---------- | -------- |
| українська | 91,60 %  |
| російська  | 6,67 %   |
| вірменська | 0,59 %   |
| молдовська | 0,42 %   |
| болгарська | 0,17 %   |
| білоруська | 0,08 %   |
| гагаузька  | 0,08 %   |
| інші       | 0,39 %   |